# Tour de Jura
O Tour de Jura (oficialmente: Tour du Jura) é uma corrida de ciclismo profissional de um dia suíça (um ano francesa) que se disputa em Jura.
Conquanto disputaram-se três edições isoladas nos anos 1939, 1943 e 1947 começou-se a disputar com regularidade desde 2001 dentro da categoria 1.5 (última categoria do profissionalismo). Desde a criação dos Circuitos Continentais da UCI em 2005, até à sua última edição em 2009 fez parte do UCI Europe Tour, dentro da categoria 1.2 (igualmente última categoria do profissionalismo). Em 2006 foi registada na França.

## Palmarés
| Ano       | Ganhador             | Segundo             | Terceiro            |
| --------- | -------------------- | ------------------- | ------------------- |
| 1981      | Daniel Wyder         | Heinz Luternauer    | Daniel Heggli       |
| 1982      | Jochen Baumann       | Stefan Joho         | Arno Küttel         |
| 1983      | Marc van Orsouw      | Kurt Bieri          | Michael Däppen      |
| 1984      | Pius Schwarzentruber | Bruno Hollenweger   | Daniel Berger       |
| 1985      | Daniel Steiger       | Herber Niederberger | Richard Trinkler    |
| 1986      | Beat Meister         | Daniel Lanz         | André Wernli        |
| 1987      | Daniel Hirs          | Adrian Wyler        | Pierre Curchod      |
| 1988      | Peter Bodenmann      | Laurent Dufaux      | Roger Devittori     |
| 1989      | Gerd Schierle        | Mike Hürlimann      | Mathias Hofmann     |
| 1990      | Markus Oppliger      | Riccardo Dasoli     | Ben Girard          |
| 1991      | Kurt Lustenberger    | Sylvain Golay       | Walter Hänni        |
| 1992      | Stephan Zbinden      | Andrea Stocco       | René Keller         |
| 1993      | Frédéric Vifian      | Mirco Pinton        | Marcel Renggli      |
| 1994      | Markus Kammermann    | Ottavio Soffredini  | Emmanuele Granzotto |
| 1995      | Cédric Milliéry      | Stéphane Magnin     | Repto Bergmann      |
| 1996      | Markus Blessing      | Peter Bodenmann     | Adriano Piraino     |
| 1997      | Não se disputou      |                     |                     |
| 1998      | Michel Klinger       | Roland Rufener      | Pirmin Adler        |
| 1999      | Michel Klinger       | Beat Obrist         | Christian Mirro     |
| 2000      | David Rush           | Peter Frei          | Thomas Kaufmann     |
| 2001      | Roger Beuchat        | Stéphane Auroux     | Pierre Bourquenoud  |
| 2002      | Jérôme Gannat        | Emmanuel Granat     | Jan Ramsauer        |
| 2003      | Florian Lüdi         | Nicolas Dumont      | Sylvain Lavergne    |
| 2004      | Yannick Talabardon   | Laurent Paumier     | Florian Lüdi        |
| 2005      | Glen Chadwick        | Heath Blackgrove    | Florian Lüdi        |
| 2006      | Andreas Schillinger  | Alexandre Grux      | Nicolas Hartmann    |
| 2007      | Guillaume Levarlet   | Yukiya Arashiro     | Silvère Ackermann   |
| 2008      | Massimiliano Maisto  | Francesco Tizza     | Pirmin Lang         |
| 2009      | Roger Beuchat        | Joël Frey           | Péter Kusztor       |
| 2010-2012 | Não se disputou      |                     |                     |
| 2013      | Matthias Brändle     | Aleksejs Saramotins | Andrea Piechele     |
| 2014      | Kévin Ledanois       | David Belda         | Pierre Latour       |
| 2015-2016 | Não se disputou      | Não se disputou     | Não se disputou     |
| 2017      | Marc Hirschi         | Patrick Schelling   | Fabian Lienhard     |

## Palmarés por países
| País          | Vitórias |
| ------------- | -------- |
| Suíça         | 21       |
| França        | 4        |
| Alemanha      | 2        |
| Países Baixos | 1        |
| Nova Zelândia | 1        |
| Itália        | 1        |
| Áustria       | 1        |